# ペーテル・ブノワ
ペーテル・ブノワ（Peter Benoit, 1834年8月17日 - 1901年3月8日）は、ベルギーの作曲家。

## 生涯
ペトルス・レオナルドゥス・レオポルドゥス・ブノワ（Petrus Leonardus Leopoldus Benoit）は、フランドルのハーレルベーケに生まれた。彼は幼少期より父と村のオルガニストから音楽の手ほどきを受けていた。1851年にブリュッセル王立音楽院へと入学した彼は、1855年に卒業するまでの間に主としてフランソワ＝ジョゼフ・フェティスに師事した。この期間に彼は多くのメロドラマに音楽を付け、オペラ『Le Village dans les montagnes』にも作曲した。このオペラは1856年にブノワが常任指揮者となるPark劇場において上演された。彼は1857年にカンタータ『Le Meurtre d'Abel』によってベルギーのローマ大賞を獲得し、副賞の賞金によってドイツ中を旅して回ることができるようになった。この道中における潤沢な時間を使って、彼は数多くの音楽作品を作曲するとともに『L'École de musique flamande et son avenir』と題した小論を著した。
ブノワはドイツから帰国後のブリュッセルで『Messe solennelle』を作曲し、フェティスはこの作品を大いに称賛した。1861年にブノワはオペラ『Le Roi des Aulnes』の上演のためにパリを訪れたが、リリック劇場からの了承があったものの上演されることはなかった。パリ滞在中にはブッフェ＝パリジャン劇場で指揮を行っている。再び帰郷した彼は『Cantate de Noël』と上記のミサ曲、及び『テ・デウム』、『レクイエム』からなる宗教的4部作を上演してアントウェルペンの音楽界に衝撃をもたらした。これらの作品は彼のフラマン音楽に関する理論をかなりの割合で具現化したものだった。
ブノワは完全に独立したフラマン楽派を創設することに情熱を注ぎ、この目的のために自らの名前をフランス語のピエールからオランダ語のペーテルへと改めた。驚異的な努力の末、彼はフランスやドイツの楽派とは全く異なるフラマン楽派に可能性を見出す熱心な人物らからなる、小グループの結成に成功した。しかしながら、楽派の信条があまりにブノワ自身の音楽に縛られ過ぎていたため、これらの試みは失敗に終わる。それはフランスやドイツの音楽でないのと同様に、フラマン音楽とも言い難いものだったのである。
ブノワの作品で最も重要なのは、フラマン語のオラトリオ『スヘルデ川 De Schelde』と『Lucifer』、オペラ『Het Dorp in 't Gebergte』と『Isa』、そして『Drama Christi』、膨大な数の歌曲、合唱曲、小カンタータ、モテットなどである。フルート協奏曲（交響詩）Op.43a、ピアノ協奏曲（交響詩）Op.43bも知られる。また、彼は音楽に関する小論を数多く著している。
ブノワはアントウェルペンで66年の生涯を閉じた。

## 作品一覧

### 劇場音楽

#### オペラ
| 作曲年 | タイトル                           | 幕数 | 初演                           | リブレット             |
| ------ | ---------------------------------- | ---- | ------------------------------ | ---------------------- |
| 1855   | De Belgische Natie                 |      |                                | Jacob Katsの詩に基づく |
| 1856   | Het dorp in 't gebergte            |      |                                | Jacob Kats             |
| 1859   | De Elzenkoning - Le Roi des Aulnes | 1幕  | 1859年12月2日 ブリュッセル     | E. Castin              |
| 1864   | Isa                                | 3幕  | 1867年2月24日 ブリュッセル     | Emanuel Hiel           |
| 1876   | Charlotte Corday                   | 5幕  | 1876年3月18日 アントウェルペン | Ernest Van der Ven     |
| 1876   | De Pacificatie van Gent            | 5幕  | 1876年9月3日 ヘント            | Emiel Van Goethem      |
| 1892   | Karel van Gelderland               | 5幕  | 1892年9月29日 アントウェルペン | Frans Gittens          |
| 1893   | Het Meihef                         | 3幕  | 1893年10月12日 イゼゲム        | Julius De Meester      |
| 1895   | Pompeïa                            | 5幕  |                                | Frans Gittens          |

#### その他
- 1871 't Leven is Liefde （Johan Alfred De Laet）
- 1879 Joncvrouw Kathelijne （Julius De Geyter）
- 1886 Juicht met ons （Charles Bulsカンタータ、ポプレール劇場、1幕、Emanuel Hiel）
- 1897 Sterftoneel van Van Blek （小オーケストラ付きのlyrique parlée、Frans Gittens）

### 声楽曲

#### オラトリオ
- 1857 Abels moord （Clemens Wytsman）
- 1865 Prometheus （Emanuel Hiel）
- 1865 Lucifer （Emanuel Hiel）
- 1868 De Schelde （Emanuel Hiel）
- 1873 De Oorlog （Jan van Beers）
- 1889 De Rijn （Julius De Geyter）

#### カンタータ
- 1857 Le Meurtre d'Abel
- 1874 De Vlaamsche Leeuw （Edmont Van Herendael）
- 1874 Feestmarsch （劇場用カンタータ、Emanuel Hiel）
- 1875 De Leie （Adolf Verriest）
- 1877 Vlaanderens kunstroem （Julius De Geyter）
- 1878 De Wereld in! （kindercantate、Julius De Geyter）
- 1880 Hucbald （Julius De Geyter）
- 1880 Breidel-marsch （Karel Victor Hippoliet de Quéker）
- 1880 Triomfmarsch （De Genius des Vaderlands） （Julius De Geyter）
- 1880 De muze der geschiedenis （Julius De Geyter）
- 1882 Hymnus aan de Schoonheid （Emanuel Hiel）
- 1884 Kinderhulde aan een Dichter （Van Rijswijck-cantate、Julius De Geyter）
- 1885 Feestzang (Hymnus aan de Vooruitgang) （Jan van Beers）
- 1885 Domine salvum fac regem en Brabançonne.
- 1886 Treur- en triomfzang （Conscience-カンタータ、Victor Alexis de la Montagne）
- 1887 Stichting van het Gemeentehuis te Schaarbeek 交響詩 （Emanuel Hiel）
- 1888 Heilgroet aan den Hoogachtbaren Heer Polydoor De Keyser, Lord-Major van Londen, in zijn vaderstad Dendermonde （Emanuel Hiel）
- 1888 Welkom der Stad Brussel aan den Hoogachtbaren Heer Polydoor De Keyser, Lord-Major van Londen, Op.9 oktober 1888 （Emanuel Hiel）
- 1893 Goedheil （Constant Jacob Hansen）
- 1897 Volkshulde aan een Dichter （Ledeganck-カンタータ、Jan Bouchery）

#### 無伴奏合唱曲
- 1864 Moïse op den Sinaï ラマルティーヌによるWorpのオランダ語訳 男声合唱
- 1877 Anvers （Frans de Cort） 男声合唱
- 1879 Het Dietsche Bloed （Constant Jacob Hansen） 混声合唱
- 1886 De Maaiers （Napoleon Destanberg） 男声合唱.
- 18?? Aan de Goede Negen 男声合唱
- 18?? Welkom （Virginie Loveling） ソプラノ、アルトとバス

#### 演奏会用宗教曲
- Tetralogie （1859-1863）
  - 1859 Kerstmis
  - 1860 Messe solennelle
  - 1862 Te Deum
  - 1863 Requiem
- 1871 Drama Christi
- 1871 Onze Vader

#### 教会用礼拝音楽
- 1858 Ave Maria
- 1800年代 Kleine Mis
- 1859 Twee en dertig Latijnsche gezangen モテット
- 1871 Ave Maria 祝典行進曲

### 吹奏楽曲
- 1856 Ouverture fantastique
- Derde Fantasie
- Lied der Vlamingen
- Rubensmars
- Van Rijkswijkmars

### その他
- フルート協奏曲 （交響詩） Op.43a
- ピアノ協奏曲 （交響詩） Op.43b
- Le roi des aulnes
- Mijn moederspraak
- Opgewekt オーボエ独奏